# Mimi Sverdrup Lunden
Mimi Sverdrup Lunden, född 13 juni 1894 i Sulen, Sogn, död 8 januari 1955 i Oslo, var en norsk lärare, författare samt kvinnosaks- och fredsaktivist.
På 1930-talet var Lunden aktiv antifascist. Hon var bland annat ledare för organisationen Asylrettens venner och verkade för att Carl von Ossietzky skulle tilldelas Nobels fredspris (vilket slutligen skedde 1936). Efter att själv ha sagts upp på grund av sitt kön blev Lunden aktiv i kampen för att stärka kvinnors ställning i arbetslivet. Hon var även starkt engagerad i fredsrörelsen, kärnvapenmotståndet och i motståndet mot Norges medlemskap i NATO. Hon var ställföreträdande ordförande i Norsk Kvinnesaksforening 1936 och ordförande i den norska sektionen av Kvinnornas Demokratiska Världsförbund som inrättades 1948.
Lunden författade flera böcker om norska kvinnors historia. Hon utgav bland annat De frigjorte hender (1941), Kvinnen og maskinen (1946), Den lange arbeidsdagen (1948) och Barnas århundre (1948).